# Giorno dell'indipendenza della Cecoslovacchia
La giornata dell'indipendenza dello Stato Cecoslovacco (in ceco Den vzniku samostatného československého státu) è la festa nazionale della Repubblica Ceca.
Essa si celebra il 28 ottobre di ogni anno e commemora la fondazione della Cecoslovacchia come stato indipendente dall'Impero austro-ungarico, nel 1918.
La Repubblica di Cecoslovacchia fu uno degli stati indipendenti, quindi, creato, dopo il primo conflitto mondiale, dallo smembramento dell'impero asburgico e dalla riunione di territori, tolti alla Germania, come i Sudeti,  all'Austria come la Boemia e la Moravia e all'Ungheria come la Slovacchia e la Russia subcarpatica.
Padre e fondatore dello Stato cecoslovacco fu Tomáš Masaryk, primo presidente della Cecoslovacchia, che ispirò i principi fondamentali dello Stato stesso.
Altro artefice e esponente di spicco della nascita della Cecoslovacchia fu lo slovacco Milan Rastislav Štefánik.
Oggi la ricorrenza nazionale mantiene un significato molto importante per la Repubblica Ceca per i valori e i principi che ha infuso, assieme all'altra festività nazionale del 1º gennaio, che commemora invece la scissione pacifica della Cecoslovacchia e la formazione di Repubblica Ceca e Slovacchia nel 1993.